# 에치군

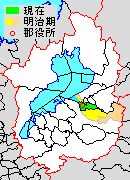
에치 군의 위치

에치군(일본어: 愛知郡, えちぐん)은 일본 시가현에 있는 군이다.
인구 20,485명, 면적 37.97km², 인구밀도 540명/km².(2025년 3월 1일, 추계인구)
이하 1정으로 구성된다.
- 아이쇼정(愛荘町)

## 역사
- 2005년 2월 11일 - 아이토정과 고토정이 간자키군 에이겐지정, 고카쇼정 및 옛 요카이치시와 합병해 히가시오미시가 성립, 군에서 이탈하였다.
- 2006년 2월 26일 - 에치가와정과 하타쇼정이 합병해 아이쇼정이 성립하였다.